# José Mármol (Buenos Aires)
José Mármol è una cittadina argentina del partido di Almirante Brown, nella provincia di Buenos Aires. 

## Origini del nome
La località prende il nome dall'omonimo poeta argentino.

## Storia
I primi documenti, risalenti a metà del XVIII secolo, attesta le terre di José Mármol e della vicina San José come appartenenti a Tiburcio Arce, che le aveva ereditate dal padre Miguel. Nell'aprile del 1781 Arce vendette ad Antonio Illescas un appezzamento situato nel cosiddetto Fondo de Quilmes. Un anno dopo Illescas acquisì altri terreni della zona, e alla sua morte le sue proprietà furono ereditate dai figli Roque e Francisco. Nel 1811 questi vendettero a loro volta i terreni a Charles Yhgginson e Robert Hunt (che successivamente acquistò anche la parte di Yhgginson, stanco della vita rurale), due inglesi che si erano associati per gestire un'azienda agricola. Il figlio di Hunt, Ramón, sarebbe poi diventato il primo intendente del partido di Almirante Brown. Nel corso dell'800 seguirono altri cambi di proprietà, prima a Antonio Joaquín de Olivera e poi a José Antonio Castaño. 
Nel 1884 fu inoltre inaugurata la stazione José Mármol, che attorno ad essa diede vita al primo insediamento: nel 1899 fu fondato un ufficio postale, mentre nel 1908 vide la luce un collegamento via tram che congiungeva la stazione al Barrio Martín Arín e nel 1890 aprì la prima scuola della cittadina. Nel 1914 fu fondato il Mármol Tennis Club, inizialmente riservato solo ai residenti inglesi, seguito nel 1915 dal Club Marín, che aveva la sua sede di fronte alla stazione del tram, e nel 1930 dal Club El Fogón.
Grazie alla crescita della città, nel 1950 fu messo in vendita un residuo di 4.000 lotti, che comprendevano anche terreni situati nel comune di Lomas de Zamora. Quelli che sorgevano a José Mármol ospitarono l'ospedale Juan Mársico, aperto nel 1952 come semplice punto di pronto soccorso, e nel 1957 la cappella Nuestra Señora de Luján, che fu successivamente elevata al rango di parrocchia.